# 华安基金
华安基金是中華人民共和國一家基金管理公司，成立於1998年6月，是該國首批五家基金管理公司之一，也是該國的老十家基金公司之一。总部位於陆家嘴金融贸易区。

## 歷史
2006年上海社保基金挪用案發生後，华安基金的总经理韩方河入狱。2010年12月，华安基金在香港設立子公司。2011年12月，總部搬入上海國金中心。
2016年，网贷平台「票票喵」成立。华安基金旗下的华安未来资产管理（上海）有限公司为票票喵最大股东，持股37.5%。2018年7月30日，华安未来從票票喵撤資。一周後，票票喵破產。2018年8月20日，票票喵的投資者來到上海国金中心抗議华安基金，認為华安基金夥同票票喵詐騙投資人的資金。
2022年10月11日，国泰君安证券表示該公司將再收購华安基金8%的股权，這樣國泰君安的持股比例從43%上升至51%，华安基金成为国泰君安的控股子公司。

## 外部連結
- 官方网站